# 作業療法士国家試験
作業療法士国家試験（さぎょうりょうほうしこっかしけん）とは、国家資格である、作業療法士の免許を取得するための国家試験である。
理学療法士及び作業療法士法第10条に基づいて行われる。厚生労働省医政局監修。

## 受験資格
- （1）学校教育法（昭和22年法律第26号）第90条第1項の規定により大学に入学することができる者（法第12条第1号の規定により文部科学大臣の指定した学校が大学である場合において、当該大学が学校教育法第90条第2項の規定により当該大学に入学させた者又は法附則第6項の規定により学校教育法第90条第1項の規定により大学に入学することができる者とみなされる者を含む。）で、文部科学省令・厚生労働省令で定める基準に適合する者として、文部科学大臣が指定した学校又は都道府県知事が指定した作業療法士養成施設において、3年以上作業療法士として必要な知識及び技能を修得した者（その年の指定する日までに修業し、又は卒業する見込みの者を含む。）。

- （2）外国の作業療法に関する学校若しくは養成施設を卒業し、又は外国で作業療法士の免許に相当する免許を得た者で、厚生労働大臣が（1）に掲げる者と同等以上の知識及び技能を有すると認定した者。

- （3）法の施行の際（昭和40年8月28日）現に文部大臣又は厚生大臣が指定した学校又は施設において、作業療法士となるのに必要な知識及び技能を修業中の者であって、法施行後に当該学校又は施設を卒業した者。

## 試験日・合格発表日
- 試験日
  - 例年2月下旬の日曜

- 合格発表日
  - 例年3月下旬

## 試験地
- 筆記試験

北海道、宮城県、東京都、愛知県、大阪府、香川県、福岡県及び沖縄県
- 口述試験及び実技試験

東京都

## 試験科目
（1）筆記試験
一般問題及び実地問題に区分して次の科目について行う。ただし、点字試験受験者に対しては、実地問題については行わなわれず、また視覚障害者に対しては、弱視用試験又は点字試験による受験を認めており、点字試験受験者に対しては、試験問題の読み上げの併用による受験が認められる。
- 一般問題

1. 解剖学
2. 生理学
3. 運動学
4. 病理学概論
5. 臨床心理学
6. リハビリテーション医学（リハビリテーション概論を含む。）
7. 臨床医学大要（人間発達学を含む。）及び作業療法

- 実地問題

1. 運動学
2. 臨床心理学
3. リハビリテーション医学
4. 臨床医学大要（人間発達学を含む。）及び作業療法

（2）口述試験及び実技試験
点字試験受験者に対して、実地問題に代えて次の科目について行う。
1. 運動学
2. 臨床心理学
3. リハビリテーション医学
4. 臨床医学大要（人間発達学を含む。）及び作業療法

実際の試験は1日間（点字試験受験者のみ2日間）にわたって行われ、午前に専門問題、午後に共通問題の順に行われる。
合格基準については合格発表後に掲示される。 ただし、実地問題が3割、全部合わせて1割とらないとその時点で不合格となる。